# Eispickel

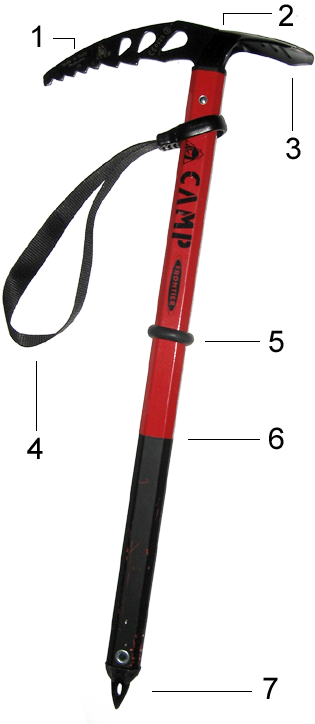
Bestandteile eines Eispickels. 1. Haue, 2. Kopf, 3. Schaufelaufsatz, 4. Handschlaufe, 5. Schlaufenstopper 6. Schaft mit Gummigriff 7. Dorn

Der Eispickel ist ein Ausrüstungsgegenstand im Alpinismus auf Hochtouren. Er dient dem Bergsteiger als Gehunterstützung auf Fels, Schnee, Firn und Eis, zum Sondieren der Schneeauflage auf Gletscherspalten, zum Klettern im Eis, zum Abbremsen eines Sturzes auf geneigten Schnee- oder Firnflächen mittels Pickelrettungsgriff, als Anker zur Sicherung von Seilpartnern und zur Bergung von in Gletscherspalten Gestürzten. Vor der Einführung der Steigeisen mit Frontalzacken (ab 1932) wurde er außerdem zum Schlagen von Stufen im Eis verwendet (ähnlich einer Spitzhacke); in dieser Funktion kommt der Eispickel heute nur dann zur Anwendung, wenn keine Steigeisen verfügbar sind.

## Herkunft

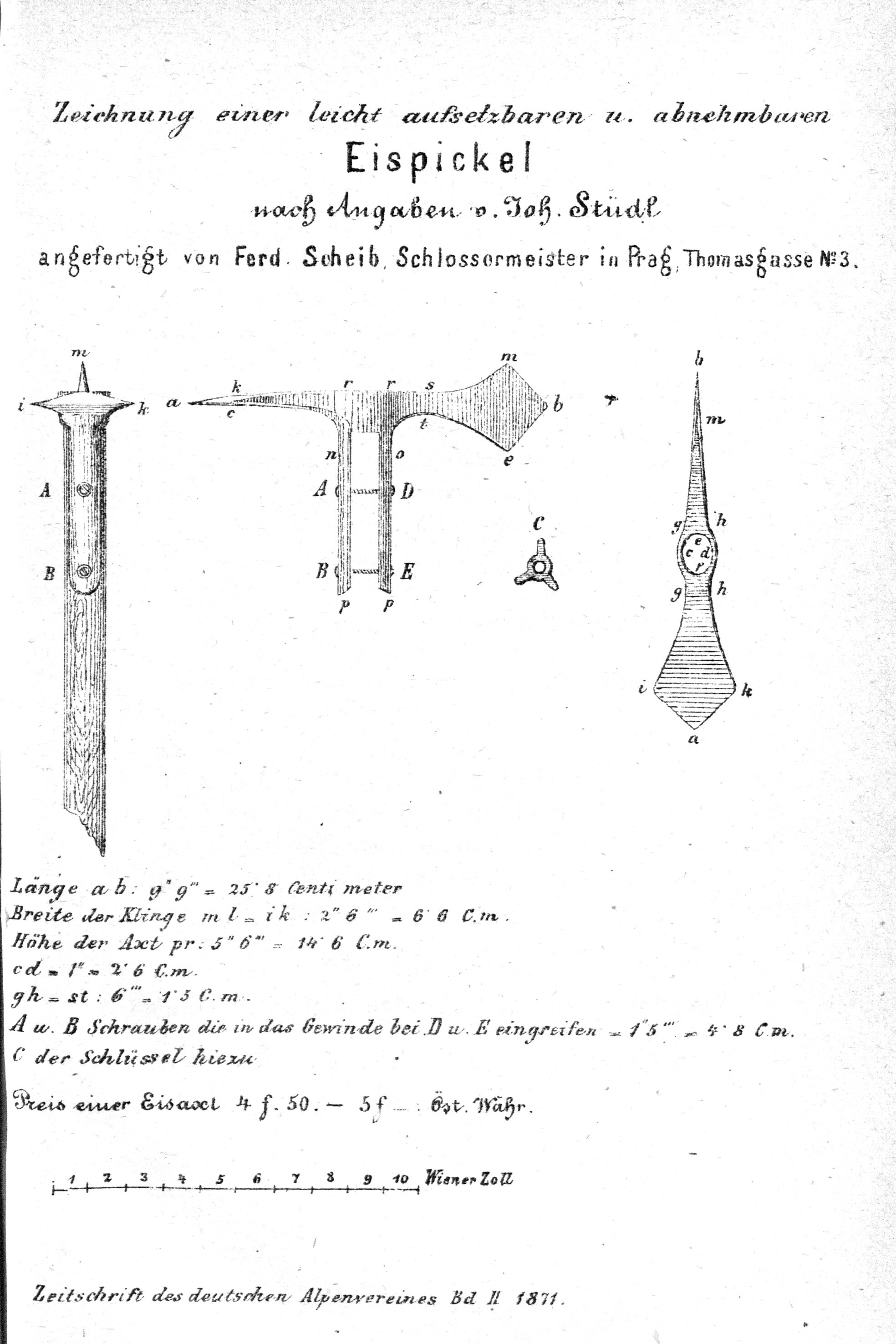
„Zeichnung einer Eispickel“ nach Johann Stüdl um 1871

Hervorgegangen ist der Eispickel mit der Entwicklung des Bergführerwesens im Alpenraum aus einem Küchenbeil und dem Alpenstock. Er hatte einen Pickelkopf mit Haue und Schaufel aus Stahl sowie einen Holzschaft mit Stahlspitze. Der Schweizer Bergführer Franz Josef Lochmatter brachte um 1860 den ersten Pickel, der in Chamonix in Gebrauch war, ins Mattertal bzw. in die Schweiz.
Dieser Vorgänger des modernen Eispickels wird heute noch – nach dessen Konstrukteur, dem Bergsteiger Peter Aschenbrenner – als „Aschenbrenner-Eispickel“ bezeichnet. Bei modernen Eispickeln besteht der Schaft aus Aluminium, Haue und Schaufel werden aus legierten Stählen gefertigt (z. B. Chrom-Molybdän oder Nickel-Chrom-Molybdän).

## Herstellung

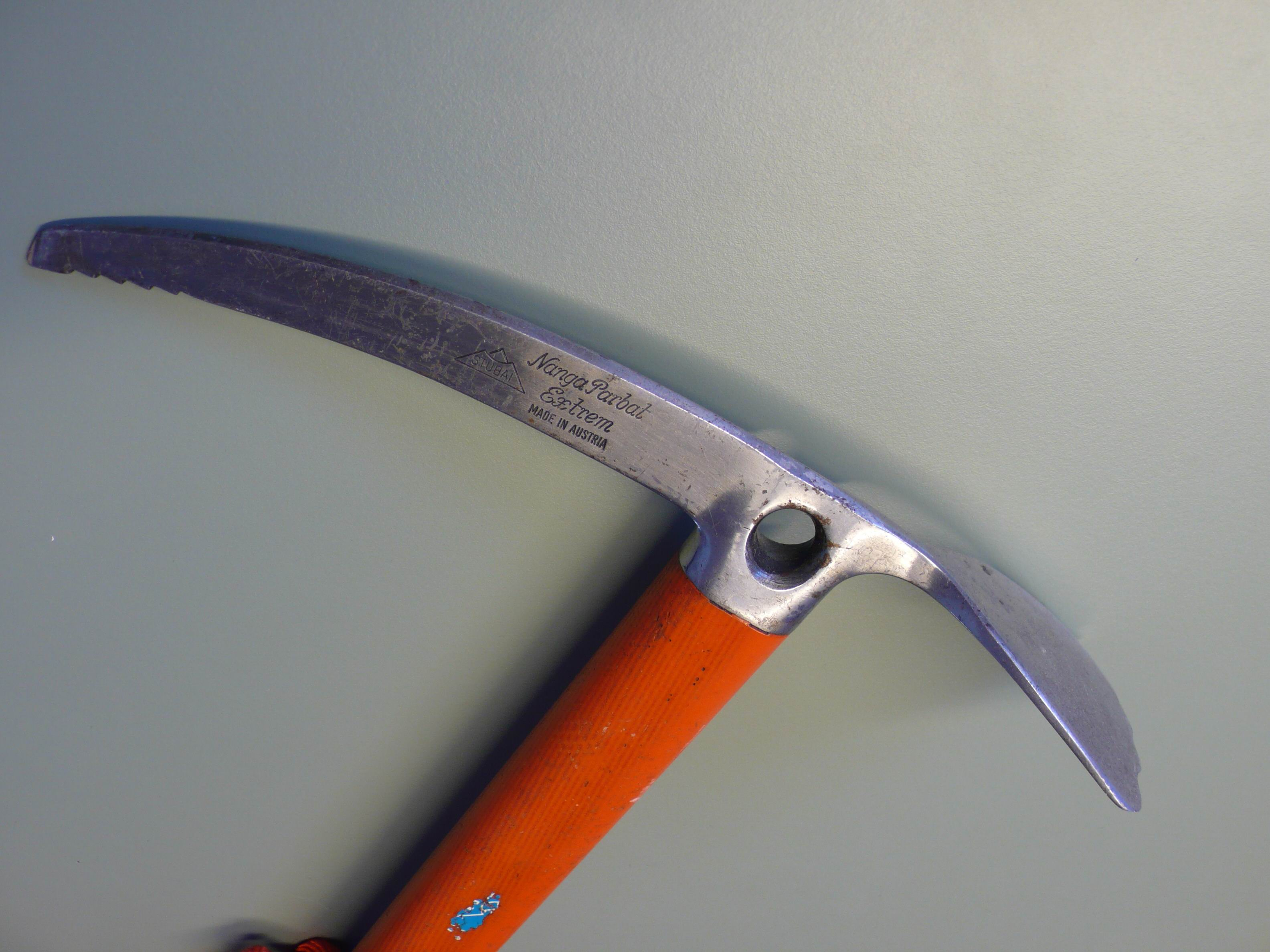
Eispickel aus den 1970er-Jahren mit GFK-Stiel

Eispickel werden nur noch sehr selten von Hand geschmiedet. Dabei wird ein Stück Maschinenbaustahl (0,53 % Kohlenstoff, 0,95 % Silizium, 1 % Mangan) in einem Gesenk vorgepresst und danach in mehreren Stufen zu einem Rohling geschmiedet. Dieser wiederum wird geschliffen und hochglanzpoliert, was unter anderem eine bessere Korrosionsbeständigkeit zur Folge hat. Moderne Eispickel werden zum großen Teil im Gesenk geschmiedet. Bei diesem Verfahren wird weichgeglühter Stahl bei einer Temperatur von rund 850 °C vorgeformt und in das Gesenk gepresst. Dadurch wird der Faserverlauf nicht unterbrochen, sondern nur ausgerichtet, was eine erhöhte Festigkeit zur Folge hat.

## Verwendung

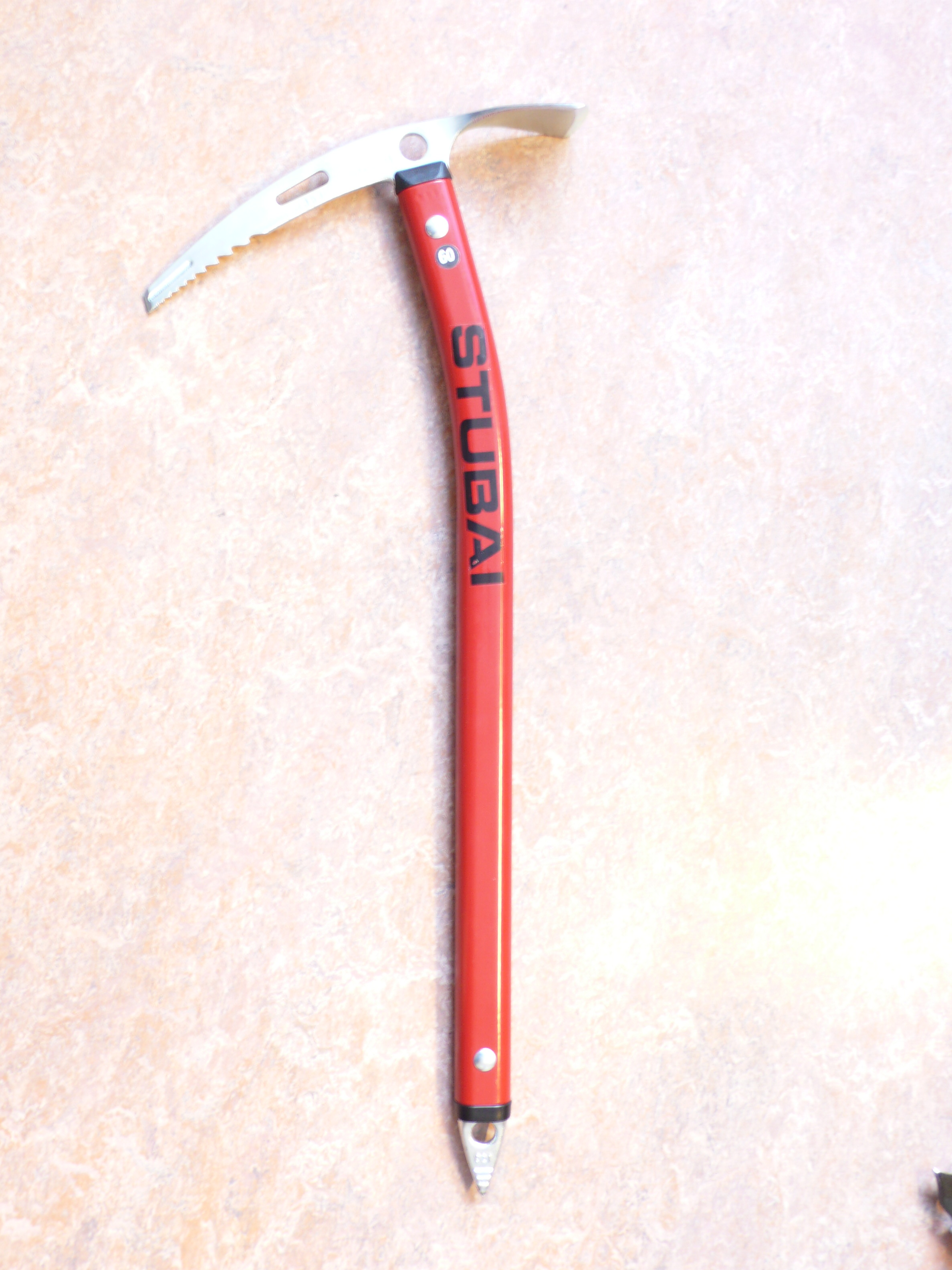
Moderner Eispickel mit gebogenem Schaft

Nach Anwendungszweck unterscheidet man Eispickel für leichte oder mittlere Hochtouren und spezielle Eisgeräte für kombinierte Touren oder zum Eisklettern. Es gibt sie in verschiedenen Schaftlängen von 40 bis 90 cm, wobei davon ausgegangen wird, dass bei Gletscherbegehungen Pickel in der Länge von 60 bis 70 cm ausreichend sind.

## Normierung
Für Eispickel und Eisgeräte gibt es zwei Normen, welche sich in Bezug auf die entsprechenden Prüfungen unterscheiden. So wird in „B“-Geräte (Basisgeräte) und „T“-Geräte (Technikgeräte) unterschieden. Letztere sind für den extremeren Einsatz gedacht und unterliegen höheren Anforderungen.

## Eispickel als Mordinstrument
Der russische Revolutionsführer Leo Trotzki wurde 1940 mit einem Eispickel angegriffen und starb an der Verletzung. Im Jahr 2005 wurde der verschollen geglaubte Eispickel gefunden. Das Mordinstrument wurde im Kriminologischen Museum in Mexiko-Stadt ausgestellt, dann aber wegen Diebstahlsgefahr durch eine Kopie ersetzt. Ein mexikanischer Geheimdienstler, auch ein Mitbegründer des Museums, habe den Originalpickel an sich genommen und aufbewahrt, schrieb die mexikanische Tageszeitung La Jornada. Seine Tochter berichtete, dass ihr Vater viermal vergeblich versucht habe, den Eispickel zurückzugeben. Doch niemand wollte das Original zurückhaben. Dann nahm diese Tochter den Eispickel an sich und präsentierte ihn in einer Radiosendung.
In Literatur und Film tauchen als Mordinstrument in der Regel eher (Bar-)Eispickel (engl. ice pick) auf, die unter anderem zum Zerkleinern von Stangeneis dienen. Sie sind kleiner als die Bergsteiger-Eispickel und in verschiedenen Formen erhältlich, darunter einfache Dornen mit Griff, die auch als Stichwaffe verwendet werden können.